# Эрнандес, Луис Хосе
Луис Хосе Эрнандес Паньягуа (исп. Luis José Hernández Paniagua; 7 февраля 1998, Санта-Барбара, Коста-Рика) — коста-риканский футболист, защитник коста-риканского клуба «Перес-Селедон».

## Клубная карьера
Луис Хосе Эрнандес начинал свою карьеру футболиста в коста-риканском клубе «Депортиво Саприсса». 24 июня 2017 года было официально объявлено о переходе игрока на правах аренды в ряды новичка коста-риканской Примеры, команды «Мунисипаль Гресия». 30 июля того же года Эрнандес дебютировал в Примере, выйдя в основном составе в домашнем поединке против «Алахуэленсе». Спустя неделю он впервые забил на высшем уровне, оформив дубль в гостевом матче с командой «Гуадалупе». По окончании 2017 года Эрнандес вернулся в «Депортиво Саприссу».

## Достижения
«Депортиво Саприсса»
- Чемпион Коста-Рики: инвьерно 2016, клаусура 2018, клаусура 2020, клаусура 2021
- Победитель Лиги КОНКАКАФ: 2019